# تاليا فهيمة
طالي فحيمة (بالعبرية: טלי פחימה) ناشطة سلام إسرائيلية من عائلة يهودية ذات أصول جزائرية. ولدت عام 1976، اعتقلت وسجنت بتهمة مساعدة كتائب شهداء الأقصى ودخلت في الإسلام وتركت اليهودية في 2010.

## التحول في حياتها
كانت طالي فحيمة وحتي عام 2003 أحد مناصري حزب الليكود الإسرائيلي وكانت نقطة التحول لطالي عندما قرأت مقابلة مع زكريا الزبيدي، أحد قادة كتائب شهداء الأقصى في جنين والتي شرح فيها تحوله من ناشط سلام ونابذ للعنف إلى مقاوم مسلح. أثارت هذه المقابلة الفضول عند طالي، الأمر الذي دفعها للبحث عن رقم هاتف الزبيدي والاتصال به والحديث معه أكثر من مرة عبر الهاتف والتأثر بموقفه. قررت طالي بعد ذلك وبعد أن علمت أن اسم الزبيدي موجود على قمة قائمة الاغتيالات الإسرائيلة، أن تذهب إلى جنين بنفسها وأن تكون «درعا بشريا» للزبيدي بمعيشها في منزله حتى لا يتعرض للقصف. طالي نفت عن نفسها تهمة التورط في نشاطات مسلحة لصالح المقاومة الفلسطينية الأمر الذي كانت السلطات الإسرائيلية لا تكف عن إتهامها به.

## سجنها
في الثالث والعشرين من ديسمبر من عام 2005، أدينت طالي في المحاكم الإسرائيلية بعدة تهم منها ترجمة أحد الوثائق السرية للجيش الإسرائيلي للزبيدي ورجال المقاومة وتم سجنها لذلك. أطلق سراح طالي في عام 2007، قبل سنة كاملة من انتهاء مدة الحكم بحجة حسن السلوك، لكن بشروط منها عدم تواصلها مع أي أجنبي وعدم الخروج من إسرائيل أو الاتصال بفلسطينيي الضفة. انتقلت طالي بعد ذلك للعيش بعيدا عن عائلتها التي نبذتها، واستقرت في قرية عرعرة بالمثلث داخل الخط الأخضر حيث رحب بها السكان وإحتضنوها في مجتمعهم وعملت كمعلمة للغة العبرية.

## إسلامها
في يونيو 2010 أعلنت طالي فحيمة إسلامها في أحد مساجد أم الفحم. وقالت فحيمة بأن أحد أسباب إسلامها هو تأثرها بشخصية رئيس الحركة الإسلامية داخل الخط الأخضر الشيخ رائد صلاح. إلى جانب قناعتها بأن الإسلام هو الدين الحق.